# Mihail Barišnikov
Mihail Nikolajevič Barišnikov (rusko: Михаил Николаевич Барышников, IPA: [mʲɪxɐˈil bɐ'rɨʂnʲɪkəf]; latvijsko Mihails Barišņikovs; rojen 28. januarja 1948) je latvijski in ameriški plesalec, koreograf in igralec. Bil je najpomembnejši moški klasični plesalec 1970-ih in 1980-ih. Kasneje je postal znan plesni režiser.
Barišnikov, rojen v Rigi, Latvijska SSR, v ruski družini, je imel obetaven začetek v baletu Kirov v Leningradu, preden je leta 1974 prebegnil v Kanado, da bi dobil več priložnosti v zahodnem plesu. Po plesu z Ameriškim baletnim gledališčem se je za eno sezono pridružil New York City Balletu kot glavni plesalec, da bi spoznal neoklasični ruski slog gibanja Georgea Balanchina. Nato se je vrnil v American Ballet Theatre, kjer je pozneje postal umetniški vodja. Barišnikov je vodil veliko lastnih umetniških projektov in je bil povezan zlasti s promocijo sodobnega plesa, s premierami na desetine novih del, vključno s številnimi lastnimi. Njegov uspeh kot dramski igralec na odru, v kinu in na televiziji, mu je pomagal postati verjetno najbolj prepoznaven sodobni baletni plesalec. Po prebegu leta 1974 se Barišnikov ni več vrnil v ZSSR. Od leta 1986 je naturalizirani državljan Združenih držav. Po razglasitvi neodvisnosti Latvije 4. maja 1990 se je tja pogosto vračal; leta 2017 je Republika Latvija Barišnikovu podelila državljanstvo za izredne zasluge.
Leta 1977 je prejel nominacijo za Oskarja za najboljšo stransko vlogo in nominacijo za Zlati globus za upodobitev Jurija Kopeikina v filmu Prelomnica. Igral je v filmu Bele noči z Gregoryjem Hinesom, Helen Mirren in Isabello Rossellini ter imel ponavljajočo se vlogo v zadnji sezoni televizijske serije Seks v mestu.

## Zgodnje življenje
Mihail Barišnikov se je rodil v Rigi v Latvijski SSR, Sovjetski zvezi, zdaj znani kot Latvija. Njegovi starši so bili Rusi: njegova mati je bila Aleksandra (šivilja; rojena Kiseljeva), njegov oče pa Nikolaj Barišnikov (inženir). Po Barišnikovu je bil njegov oče strog, nacionalističen vojak, mati pa ga je seznanila z gledališčem, opero in baletom. Umrla je zaradi samomora, ko je bil star 12 let.

## Plesna kariera

### 1960–1974: zgodnja leta
Barišnikov je začel študirati balet v Rigi leta 1960, pri 12 letih. Leta 1964 je vstopil v šolo Vaganova v takratnem Leningradu (danes Sankt Peterburg). Barišnikov je kmalu osvojil glavno nagrado v mladinski kategoriji mednarodnega baletnega tekmovanja v Varni. Leta 1967 se je pridružil Baletu Mariinsky, ki se je takrat imenoval Kirov Balet, kjer je plesal Kmečki pas de deux v Giselle. Ker so prepoznali Barišnikov talent, zlasti njegovo odrsko prezenco in čistost tehnike, so številni sovjetski koreografi, med njimi Oleg Vinogradov, Konstantin Sergejev, Igor Černičov in Leonid Jakobson, zanj koreografirali balete. Barišnikov je ustvaril značilne vloge Jakobsonove virtuozne Vestris iz leta 1969 skupaj z močno čustvenim Albrechtom v Giselle. Medtem ko je bil še v Sovjetski zvezi, ga je kritik New York Timesa Clive Barnes označil za »najpopolnejšega plesalca, kar sem jih kdaj videl«.

### 1974: prebeg v Kanado
Barišnikova talent je bil očiten že v mladosti, a ker je bil visok 165 cm ali 168 cm – nižji od večine moških baletnih plesalcev – se ni mogel dvigniti nad balerino en pointe in je bil zato zadolžen za sekundarna dela. Bolj frustrirajoče zanj je bilo to, da se je sovjetski plesni svet tesno držal tradicije 19. stoletja in se je namenoma izogibal zahodnim koreografom, katerih delo je Barišnikov opazoval na občasnih turnejah in v filmih. Njegov glavni razlog za odhod iz Sovjetske zveze je bilo delo s temi inovatorji.
29. junija 1974 je Barišnikov v Torontu med turnejo z Bolšoj pobegnil in zaprosil za politični azil v Kanadi. Kot se spominja John Fraser, baletni kritik iz Toronta, ki je pomagal Barišnikovu pri pobegu, je Fraser telefonske številke ljudi zapisal na majhen kos papirja in ga skril pod poročni prstan. Na banketu po eni predstavi mu je uspelo odvrniti častnika KGB, ki je sledil Barišnikovu kot tolmač, in Barišnikovu dal papir. Kmalu se je Barišnikov pridružil Nacionalnemu baletu Kanade za kratek čas v vlogi gosta. Napovedal je tudi, da se ne bo vrnil v ZSSR. Pozneje je povedal, da je Christina Berlin, ameriška prijateljica, pomagala načrtovati njegov prebeg med njegovo turnejo po Londonu leta 1970. Njegov prvi televizijski nastop po prihodu iz začasne osamitve v Kanadi je bil s Kanadskim nacionalnim baletom v La Sylphide. Nato je odšel v ZDA. Decembra 1975 sta on in njegova plesna partnerica Natalia Makarova vidno nastopila v epizodi BBC-jeve televizijske serije Arena.
V prvih dveh letih po prebegu je plesal za nič manj kot 13 različnih koreografov, med njimi Jerome Robbins, Glen Tetley, Alvin Ailey in Twyla Tharp. »Ni pomembno, ali je vsak balet uspešen ali ne«, je leta 1976 dejal plesni kritičarki New York Timesa Anni Kisselgoff. »Nova izkušnja mi daje veliko«. Navedel je svojo fascinacijo nad tem, kako je Ailey mešala klasično in sodobno tehniko, ter njegovo začetno nelagodje, ko je Tharp vztrajal, naj v ples vključi ekscentrične osebne geste.

### 1974–1978: prva plesalka Ameriškega baletnega gledališča
Od leta 1974 do 1978 je bil Barišnikov glavni plesalec Ameriškega baletnega gledališča (ABT), kjer je sodeloval z Gelsey Kirkland.

### 1978–1979: prva plesalka New York City Balleta
Leta 1978 je Barišnikov opustil svojo samostojno kariero in preživel 18 mesecev kot direktor newyorškega baleta, ki ga je vodil George Balanchine. "Gospod B", kot je bil znan Balanchine, je le redko sprejemal gostujoče umetnike in je zavračal sodelovanje z Rudolfom Nurejevom in Natalijo Makarovo. Barišnikovova odločitev, da se v celoti posveti newyorški družbi, je osupnila plesni svet. Balanchine ni nikoli ustvaril novega dela za Barišnikova, vendar ga je učil v svojem značilnem slogu in Barišnikov je zmagal v tako značilnih vlogah, kot so Apolon, Izgubljeni sin in Rubini. Jerome Robbins je ustvaril Opus 19/The Dreamer za Barišnikov in priljubljeno NYCB Patricio McBride.
Barišnikov je 15 mesecev med letoma 1978 in 1979 nastopal z New York City Balletom kot glavni plesalec. 8. julija 1978 je debitiral z družbo Georgea Balanchina in Lincolna Kirsteina v Saratoga Springsu, ko je nastopil kot Franz v Coppélia.
12. oktobra 1979 je Barišnikov plesal vlogo Pesnika v Balanchinovem baletu La Sonnambula z City Balletom v Kennedyjevem centru. To je bil njegov zadnji nastop z New York City Balletom zaradi tendinitisa in drugih poškodb. Njegovo službovanje tam je sovpadlo z obdobjem slabega zdravja Balanchina, ki je sledilo predhodnemu srčnemu infarktu in doseglo vrhunec z uspešno operacijo srca junija 1979. Barišnikov je zapustil podjetje in septembra 1980 postal umetniški direktor ABT ter si vzel dopust zaradi poškodb.

### 1980–2002: umetniški vodja American Ballet Theatre in White Oak Dance Project
Barišnikov se je septembra 1980 vrnil v Ameriško baletno gledališče kot umetniški vodja, na katerem je ostal do leta 1989. Nastopal je tudi kot plesalec z ABT. Barišnikov je ostal navdušen nad novim. Kot je opazil, »ni pomembno, kako visoko dvignete nogo. Pri tehniki gre za preglednost, preprostost in resen poskus.« Barišnikov je tudi 15 mesecev gostoval z baletnimi in sodobnimi plesnimi skupinami po vsem svetu. Zanj je bilo ustvarjenih več vlog, med drugim v Robbinsovem Opusu 19: Sanjač (1979), Rapsodiji Fredericka Ashtona (1980) in Robbinsovih drugih plesih z Natalijo Makarovo.
Od leta 1990 do 2002 je bil Barišnikov umetniški vodja White Oak Dance Projecta, potujočega podjetja, ki ga je soustanovil z Markom Morrisom. Projekt White Oak je bil ustanovljen za ustvarjanje izvirnega dela za starejše plesalce. V seriji, ki se je končala tik pred njegovim 60. rojstnim dnem leta 2007, je nastopil v produkciji štirih kratkih iger Samuela Becketta v režiji JoAnne Akalaitis.
Barišnikov je bil leta 1999 izvoljen za člana Ameriške akademije znanosti in umetnosti. Leta 2000 je prejel državno medaljo za umetnost.

### 2002–danes: Baryshnikov Arts Center in nagrade
Leta 2003 je Barišnikov prejel Prix Benois de la Danse za življenjsko delo. Leta 2005 je ustanovil Barišnikov Arts Center v New Yorku. Poleti 2006 je odšel na turnejo s skupino Hell's Kitchen Dance, ki jo je sponzoriral Barišnikov Arts Center. Z deli rezidentov Barišnikov Arts Center Azsure Barton in Benjamina Millepieda je družba gostovala po Združenih državah in Braziliji. Prejel je tri častne diplome: 11. maja 2006 Univerza v New Yorku; 28. septembra 2007 s konservatorija Shenandoah Univerze Shenandoah; in 23. maja 2008 z univerze Montclair State. Konec avgusta 2007 je Barišnikov izvedel Mats Ek's Place (Ställe) z Ano Laguna v Dansens Hus v Stockholmu. Leta 2012 je prejel Vilčkovo nagrado za ples.
Barišnikov je v Izraelu nastopil trikrat: leta 1996 s projektom White Oak Dance v rimskem gledališču v Cezareji; leta 2010 z Ano Laguna; leta 2011 pa je igrala v devetih predstavah V Parizu, predstavi po kratki zgodbi Ivana Bunina, v centru Suzanne Dellal v Tel Avivu. V intervjuju za Haaretz leta 2011 je izrazil nasprotovanje umetniškemu bojkotu Izraela in označil navdušenje nad sodobnim plesom v Izraelu za osupljivo.

## Osebno življenje
Barišnikov ima hčerko, Aleksandro "Shura" Barišnikovo (rojeno 1981), iz razmerja z igralko Jessico Lange. Ko sta se Barišnikov in Lange srečala, je govoril zelo malo angleško; namesto tega sta se sporazumevala v francoščini. Sčasoma se je naučil angleščine z gledanjem televizije. Od leta 1982 do 1983 je hodil s Tuesdayem Weldom, Langejevo najboljšo prijateljico.
Barišnikov je imel dolgoletno razmerje z nekdanjo balerino Liso Rinehart. Skupaj sta imela tri otroke: Petra, Anno (rojeno 1992) in Sofio. Larryju Kingu je leta 2002 povedal, da ne »verjame v poroko na konvencionalen način«, vendar sta se z Rinehartovo poročila leta 2006.
Barišnikov je leta 2016 podprl demokratsko kandidatko Hillary Clinton za predsednico.

### Državljanstvo
3. julija 1986 je Barišnikov postal naturaliziran državljan Združenih držav. Na vprašanje, ali se počuti kot Američan, je dejal: »Rad mislim, da sem svetovljan. V Parizu se počutim popolnoma Parižan. Popolnoma Parižan. Tukaj imam svoje mesto, tukaj je veliko tesnih prijateljev in sodelavcev, za katere se res počutim, kot da se lahko z njimi pogovarjam o resnih stvareh. Človeški posel, ne "poslovni" posel. Pariz je bil vedno sanje mojega otroštva. Odraščali smo ob francoski umetnosti, kot vsi Rusi. Amerika, Združene države, sev. Amerika – to je nova država. Seveda, če bi me kdo vprašal, naj izberem Pariz ali New York, bi izbral New York. Toda duhovno gledano nekako obožujem Evropo.«
27. aprila 2017 je Republika Latvija Barišnikovu podelila državljanstvo za izredne zasluge. Prošnjo latvijskemu parlamentu je skupaj s pismom Barišnikova, v katerem je izrazil željo, da bi postal latvijski državljan, vložil 21. decembra 2016. Zapisal je, da odločitev temelji na spominih na njegovih prvih 16 let življenja v Latviji, ki mu je dal osnovo za preostanek življenja. »Tam me je moja izpostavljenost umetnosti pripeljala do odkrivanja moje prihodnje usode kot izvajalca. Riga je še vedno kraj, kjer najdem umetniški navdih«, je zapisal Barišnikov v pismu latvijskemu parlamentu.

## Fundacija True Russia
Marca 2022 je Barišnikov skupaj z ekonomistom Sergejem Gurijevom in pisateljem Borisom Akuninom napovedal ustanovitev fundacije True Russia za podporo žrtvam vojne v Ukrajini. Barišnikov je obsodil rusko invazijo in Vladimirju Putinu napisal odprto pismo, v katerem je ostro ostro njegov "svet strahu". Barišnikov je v svojem pismu zapisal, da so kulturniki, ki so promovirali rusko umetnost, za Rusijo naredili več kot Putinovo »ne tako natančno orožje«. True Russia prav tako želi postati trijezična umetniška platforma. Do konca marca je pobuda zbrala več kot 1,2 milijona evrov.

## Nagrade
- 1966 Mednarodno baletno tekmovanje v Varni] (zlata medalja, mladinska divizija))[27]
- Mednarodno baletno tekmovanje v Moskvi 1969 (zlata medalja)[28]
- 1969 Nagrada Nižinskega, Pariška akademija za ples, za predstavo v Vestrisu
- 1977 nominacija za oskarja za najboljšega stranskega igralca, Akademija umetnosti in znanosti gibljivih slik za The Turning Point
- 1977 nominacija za zlati globus za najboljšega stranskega igralca, Akademija za tuji filmski tisk za The Turning Point
- 1978 nagrada revije Dance
- 1979 D.F.A. z univerze Yale
- 1987 Človek leta od Hasty Pudding Theatricals, ZDA
- 2000 Kennedy Center Honor
- Nagrada Jeromea Robbinsa 2004
- Nacionalna nagrada za umetnost 2005
- 2006 nagrada George in Judy Marcus za življenjsko delo
- 2006 Častna diploma Univerze v New Yorku
- Uvodni razred dobitnika nagrade Great Immigrants Award, ki jo je imenovala korporacija Carnegie iz New Yorka[29]
- 2007 častna diploma na konservatoriju Shenandoah University
- 2008 častna diploma z državne univerze Montclair
- Častna diploma 2019 Univerze Južne Kalifornije
- 2022 - Nagrada za kronanje kraljice Elizabete II.[30]